# Mus callewaerti
Mus callewaerti (Миша Колеверта) — вид роду мишей (Mus).

## Поширення
Країни поширення: Ангола, Демократична Республіка Конго. Мешкає на висотах від 900 до 1400 м над рівнем моря.

## Екологія
Існує мало інформації про середовище проживання і екологію цього виду. Як передбачається, живе в савані, і, можливо, в лісових місцинах.